# Chamaelirium luteum
Chamaelirium luteum, auch Falsches Einhorn genannt, ist die einzige Art der Pflanzengattung Chamaelirium aus der Familie der Germergewächse (Melanthiaceae). Sie ist im östlichen Nordamerika verbreitet und wird dort „Blazing-Star“, „Devil’s-bit“, „Fairy-wand“, „Drooping-Starwort“, „Squirrel-Tails“, „False Unicorn“ oder „Rattlesnake-root“ genannt. Chamaelirium luteum wird als Zier- sowie Heilpflanze genutzt.

## Beschreibung und Synökologie

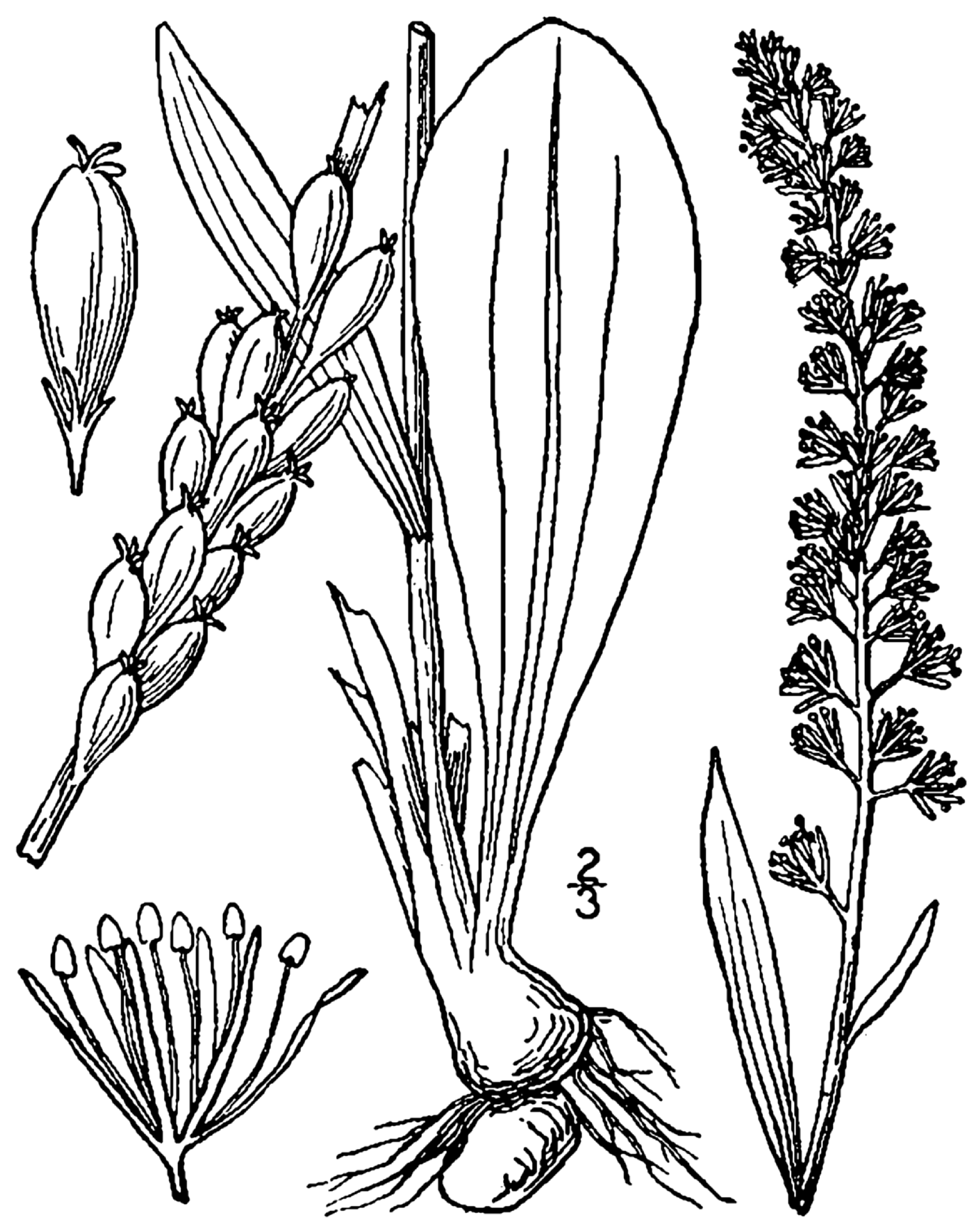
Illustration von Chamaelirium luteum

Chamaelirium luteum ist zweihäusig getrenntgeschlechtig (diözisch) oder manchmal polygamomonözisch mit einem deutlichen Sexualdimorphismus auch bei den vegetativen Merkmalen. Da weibliche Exemplare früher absterben ist der Anteil an männlichen Exemplaren in einer Populationen höher.

### Erscheinungsbild und Blatt
Chamaelirium luteum wächst als immergrüne, ausdauernde krautige Pflanze. Dieser Hemikryptophyt oder Geophyt bildet als Überdauerungsorgan ein unterirdisches, kurzes, gedrungenes, knotiges Rhizom. Die faserigen, fleischigen Wurzeln können das Rhizom durch Kontraktion in der günstigsten Höhe im Untergrund halten. Die oberirdischen Pflanzenteile sind kahl. Männliche Exemplare erreichen Wuchshöhen von 30 bis 70 cm und weibliche Exemplare Wuchshöhen von bis zu 120 cm.
Bei den männlichen Exemplaren stehen 5 bis 20 15 bis 35 cm lange und bei den weiblichen Exemplaren 15 bis 50 30 bis 60 cm, zur Fruchtreife 150 cm lange Laubblätter in einer grundständigen Rosette dicht gedrängt zusammen. Die haltbaren Laubblätter sind in Blattstiel und Blattspreite gegliedert. Die Blattspreite verschmälert sich in Richtung des breiten Blattstieles, der eine Länge von 4 bis 6 cm aufweist. Die einfache Blattspreite ist bei einer Länge von 5 bis 20 cm und einer Breite von 1,5 bis 6 cm spatelförmig bis verkehrt-lanzettlich mit glatten bis winzig gewellten Spreitenrand. Es liegt Parallelnervatur vor.

### Blütenstand, Blüte und Bestäubung
In Nordamerika liegt die Blütezeit im späten Frühling bis Sommer. Die Blütenstandsschäfte und Blütenstände bei männlichen Exemplaren verwelken kurz nach der Anthese. Bei den weiblichen Exemplaren sind die Blütenstandsschäfte kahl, haltbar, einfach, aufrecht bis nickend und hohl; sie sind bis zu Jahre haltbar. Am Blütenstandsschaft sind wenige sitzende, bei einer Länge von 3 bis 8 cm und einer Breite von 1 bis 1,5 cm linealische bis verkehrt-lanzettliche Blätter vorhanden. Die endständigen Blütenstände enthalten keine Deckblätter. Die männlichen Blütenstände sind meist traubig oder selten ährig mit nickenden oberen Ende und weisen eine Länge von 7 bis 15 cm sowie einen Durchmesser von 10 to 15 mm auf. Die weiblichen Blütenstände sind traubig oder ährig, zu Beginn der Anthese 1,5 bis 4 cm lang und strecken sich hauptsächlich innerhalb von ein oder zwei Wochen bis zur Fruchtreife auf eine Länge von bis zu 35 cm. Die Blütenstiele der männlichen Blüten sind 2 bis 5 mm lang und ausgebreitet. Die Blütenstiele der weiblichen Blüten sind aufrecht bis aufsteigend. Bei wenigen Exemplaren sitzen unterhalb der männlichen Blüten einige zwittrige Blüten (Polygamomonözisch).
Die meist eingeschlechtigen, selten zwittrigen Blüten sind radiärsymmetrisch und dreizählig. Die sechs gleichgestaltigen, freien Blütenhüllblätter sind haltbar, schmal linealisch-spatelförmig sowie einnervig. Die Blütenhüllblätter sind anfangs weiß bis grünlich-weiß und werden später gelb (besonders beim Trocknen; von den gelben Blütenhüllblättern des Herbalmaterials leitet sich das Artepitheton luteum ab). Die Blütenhüllblätter sind bei den männlichen Blüten ausgebreitet sowie 3 bis 4 mm lang und bei den weiblichen Blüten aufsteigend sowie 2 bis 3 mm lang. An der Basis der Blütenhüllblätter sind keine Nektarien vorhanden. Bei den männlichen und zwittrigen Blüten sind zwei ungleiche Kreise mit je drei Staubblättern vorhanden. Bei den männlichen Blüten sind keine Stempel vorhanden. Von den untereinander freien, abgeflachten Staubfäden sind die äußeren drei länger. Die basifixen, weißen Staubbeutel besitzen zwei Theken und sind bei einer Länge von etwa 0,5 mm länglich-verkehrt-lanzettlich und zeigen nach außen. Die Pollenkörner sind tetraporat. Bei den weiblichen Blüten sind Staminodien vorhanden. Drei oberständige Fruchtblätter sind nicht vollständig zu einem elliptischen bis verkehrt-eiförmigen, tief-dreilappigen, dreikammerigen Fruchtknoten verwachsen. Es sind keine Septaldrüsen vorhanden. Die drei freien, haltbaren, bei einer Länge von 1,5 bis 2 mm linealisch-keulenförmigen, zurückgebogenen Griffel besitzen Narbengewebe entlang der gesamten Oberseite.
Die Bestäubung erfolgt durch Insekten (Entomophilie). Es liegen nur sehr wenige Beobachtungen vor und so kann keine genauere Aussage zur Bestäubung gemacht werden.

### Frucht, Samen und Ausbreitung
Die aufrechte, lokulizide Kapselfrucht ist dreifächerig und bei einer Länge von 7 bis 14 mm sowie einem Durchmesser von 5 bis 6 mm eiförmig-länglich. Jedes Fruchtfach kann zwei bis vier Samen enthalten. Die bei einer Länge von 1,8 bis 2 mm elliptischen bis linealisch-länglichen rötlich-braunen Samen besitzen einen breiten, flügelartigen Arillus, mit dem sie insgesamt 5 bis 6 mm lang sind.
Die Ausbreitung der Samen erfolgt in einem Umkreis von bis zu 10 Meter, wenn die Fruchtstände durch Wind oder vorbeistreichende Tiere bewegt werden und aus den Kapselfrüchten die Samen herausgeschleudert werden.

### Chromosomenzahl
Die Chromosomengrundzahl beträgt x = 12.

## Vorkommen und Gefährdung
Chamaelirium luteum ist im östlichen Nordamerika verbreitet. Fundortangaben liegen für den kanadischen Bundesstaat Ontario und die US-Bundesstaaten Massachusetts, Michigan, New Jersey, New York, Ohio, Pennsylvania, Illinois, Arkansas, nördliches Florida, Georgia, Kentucky, Maryland, Mississippi, North Carolina, South Carolina, Tennessee sowie Virginia vor.
Chamaelirium luteum ist ein Generalist bezüglich der Habitatpräferenz. Sie gedeiht in feuchten Wiesen, Dickichten und an reichbewaldeten Hängen in Höhenlagen zwischen 0 und 1100 Meter.
Chamaelirium luteum ist in der Nähe ihres Verbreitungszentrums häufig, aber an den westlichen sowie nördlichen Verbreitungsgrenzen selten. Ihre nördliche Verbreitungsgrenze liegt in den beiden Neuengland-Staaten Connecticut sowie Massachusetts. Früher war Chamaelirium luteum in diesen beiden Bundesstaaten häufiger, aber heute gibt es nur noch elf Populationen, von denen einige nur noch sehr wenige Exemplare enthalten.
Da Chamaelirium luteum als Zier- und Heilpflanze aus ihren Wildbeständen gesammelt wird, ist sie besonders in den Neuengland-Staaten potentiell gefährdet. Auch durch Habitatverlust, Beschattung, invasive Pflanzen, Allradfahrzeuge und Wildverbiss gilt sie dort als gefährdet. Es wurde für die Neuengland-Staaten ein Plan zum Schutz dieser Art aufgestellt.
Während bei der Flora of North America 2002 Chamaelirium luteum in Ontario noch als nur selten gilt, sind die Bestände nach Allard 2003 wohl erloschen und damit wäre die Art in Kanada ausgestorben.

## Systematik
Die Erstveröffentlichung der Art erfolgte 1753 unter dem Namen (Basionym) Veratrum luteum durch Carl von Linné in Species Plantarum, 2, S. 1044–1045. Die Gattung Chamaelirium wurde 1808 durch Carl Ludwig Willdenow in Magazin für die neuesten Entdeckungen in der gesammten Naturkunde - Gesellschaft Naturforschender Freunde zu Berlin, Band 2, S. 18 mit der Typusart Chamaelirium carolinianum aufgestellt. Der Artname Chamaelirium carolinianum Willd. ist aber ungültig veröffentlicht. Die Neukombination zu Chamaelirium luteum erfolgte 1848 durch Asa Gray in A Manual of the Botany of the Northern United States, S. 503. Ein Homonym ist Chamaelirium luteum Miq. veröffentlicht in Friedrich Anton Wilhelm Miquel: Annales Museum Botanicum Lugduno-Batavi, 1, 1863, S. 144. Der Gattungsname Chamaelirium leitet sich von den griechischen Wörtern chamae für auf dem Grund und lirion für weiße Lilie ab. Das Artepitheton luteum bedeutet gelb und bezieht sich auf die Farbe der Blütenhüllblätter.
Weitere Synonyme für Chamaelirium luteum (L.) A.Gray sind: Melanthium luteum (L.) Thunb., Helonias lutea (L.) Ker Gawl., Ophiostachys virginica Redouté nom. superfl., Dasurus luteus (L.) Salisb. nom. inval., Chionographis lutea (L.) Baill., Siraitos luteus (L.) F.T.Wang & Tang, Melanthium dioicum Walter, Helonias pumila Jacq., Helonias dioica (Walter) Pursh, Diclinotrys albiflorum Raf., Veratrum flavum Herb. ex Schult. & Schult.f., Abalon albiflorum Raf., Abalon albiflorum var. obovatum Raf., Abalon albiflorum var. pumilum Raf., Abalon albiflorum var. serpentarium Raf., Abalon albiflorum var. spicatum Raf., Abalon albiflorum var. sylvaticum Raf., Chamaelirium obovale Small. Synonyme für Chamaelirium Willd. sind: Abalon Adans. nom. inval., Ophiostachys Redouté, Diclinotrys Raf., Siraitos Raf., Dasurus Salisb.
Chamaelirium luteum ist - nach manchen Autoren - die einzige Art der Gattung Chamaelirium in der Tribus Chionographideae innerhalb der Familie Melanthiaceae. Die Tribus Chionographideae Nakai hatte früher auch den Rang einer Familie Chionographidaceae (Nakai) Takht. oder wurde in die Familie der Liliaceae eingeordnet.
Nach R. Govaerts gehören folgende Arten in die Gattung Chamaelirium:
- Chamaelirium actinomorphum (Aver. & N.Tanaka) N.Tanaka & Aver.: Vietnam
- Chamaelirium chinense (K.Krause) N.Tanaka: Südöstliches China bis Hainan
- Chamaelirium cordifolium (N.Tanaka) N.Tanaka: Honshu
- Chamaelirium hisauchianum (Okuyama) N.Tanaka: Honshu. Mit drei Unterarten.
- Chamaelirium japonicum (Willd.) N.Tanaka: Japan und Korea. Mit zwei Unterarten und zwei Varietäten.
- Chamaelirium koidzumianum (Ohwi) N.Tanaka: Japan. Mit zwei Varietäten.
- Chamaelirium luteum (L.) A.Gray: Ontario bis östliche Vereinigte Staaten
- Chamaelirium nanlingense (L.Wu, Y.Tong & Q.R.Liu) N.Tanaka: Guangdong
- Chamaelirium shiwandashanense (Y.Feng Huang & R.H.Jiang) N.Tanaka: Guangxi
- Chamaelirium viridiflorum Lei Wang, Z.C.Liu & W.B.Liao: Die 2018 erstbeschriebene Art kommt in der chinesischen Provinz Jiangxi vor.[4]

## Nutzung
Chamaelirium luteum wird als Zier- und Heilpflanze verwendet. Um die Entnahme aus Wildbeständen zu reduzieren, erfolgt ein Anbau als Heilpflanze. In der medizinischen und pharmazeutischen Literatur wird sie oft Helonias genannt. Die indigenen Völker Nordamerikas nutzten Chamaelirium luteum vielseitig als Heilpflanze. Zu den medizinischen Anwendungen gehören Behandlung von Kolik, Magenleiden, Verdauungsstörung, Ausscheidung von Würmern, Appetitstimulation und eine Vielzahl von Erkrankungen die mit den männlichen und weiblichen Fortpflanzungsorganen zusammenhängen. Chamaelirium luteum enthält östrogene Verbindungen. Die Droge Falsche Einhornwurzel, Heloniaswurzel, Teufelsbiss, Rhizoma Helonias oder Helonias dioicae rhizoma wird aus den unterirdischen Pflanzenteilen gewonnen. Die Droge enthält Steroid-Saponine, besonders Chamaelirin. Ein Einsatz erfolgt auch in der Homöopathie, beispielsweise bei Nierenentzündungen; als Ausgangsmaterial dienen frische unterirdische Pflanzenteile.